# 萨曼莎·希尔
萨曼莎·希尔（英語：Samantha Hill，1992年6月8日—），美国女子水球运动员。她曾代表美国国家队参加2016年夏季奥林匹克运动会女子水球比赛，结果队伍获得一枚金牌。